# Арден
Арден (фр. Ardin) насеље је и општина у западној Француској у региону Поату-Шарант, у департману Де Севр која припада префектури Ниор.
По подацима из 2011. године у општини је живело 1230 становника, а густина насељености је износила 41,57 становника/km². Општина се простире на површини од 29,59 km². Налази се на средњој надморској висини од 63 метара (максималној 141 m, а минималној 30 m).

## Демографија
| 1962. | 1968. | 1975. | 1982. | 1990. | 1999. | 2011. |
| ----- | ----- | ----- | ----- | ----- | ----- | ----- |
| 1.070 | 1.168 | 1.086 | 1.031 | 1.048 | 1.149 | 1.230 |

График промене броја становника у току последњих година